# Высоцкий, Никита Владимирович
Ники́та Влади́мирович Высо́цкий (род. 8 августа 1964, Москва) — советский и российский актёр театра и кино, кинорежиссёр, сценарист, продюсер и театральный педагог. Директор культурного центра-музея «Дом Высоцкого на Таганке» с 1996 года. Профессор кафедры режиссуры и мастерства актёра Московского государственного института культуры с 2012 года. Заслуженный артист Республики Дагестан.

## Биография
Никита Высоцкий родился 8 августа 1964 года в Москве. Сын Владимира Высоцкого (1938—1980) и Людмилы Абрамовой (1939—2023), младший брат Аркадия Высоцкого (род. 1962). Родители разошлись в 1968 году, а официально оформили развод в 1970. После окончания школы № 172 в Тушино проработал год на заводе. В 1986 году окончил Школу-студию МХАТ (курс Андрея Мягкова, однокурсниками были Векслер Сергей, Войтюк Алексей, Каминский Артём, Костина Елена, Неведина (Селезнева) Нелли, Негода Наталья, Стаценко Игорь).
- С 1986 года служил в армии, последние полгода в Театре Советской Армии.
- В 1986—1988 играл в театре «Современник-2».
  - Затем организовал свой театр, который назывался Московский маленький театр.
- С 1996 года — директор Государственного культурного центра-музея В. C. Высоцкого (ГКЦМ).
- С 1997 года — учредитель и исполнительный директор Благотворительного Фонда Владимира Высоцкого.
- 18 октября 2011 года получил Царскосельскую художественную премию «за создание Центра имени Владимира Высоцкого и сохранение творческого наследия поэта»[4].
- Для вышедшего на экраны в 2011 году фильма о своём отце «Высоцкий. Спасибо, что живой» написал сценарий.
- С сентября 2012 года преподаёт на кафедре режиссуры и актёрского мастерства Московского государственного института культуры. Режиссёр и педагог в мастерской Николая Скорика, профессор кафедры режиссуры и мастерства актёра МГИКа.
- 26 июля 2013 года Никита Высоцкий подал иск о защите чести и достоинства из-за публикации книги «Владимир Высоцкий — суперагент КГБ»[5][6].

Никита Высоцкий женат. Есть три сына — Даниил, Семён и Виктор (родились в 2019), дочь Нина (родилась в 2013).

## Фильмография
| 1989 | Дежа вю                        |           |           |           | зелёная ✓ | джазмен, играющий на банджо                                            |
| 1990 | Мышеловка                      |           |           |           | зелёная ✓ | сержант Джорджи Троттер                                                |
| 1990 | Наутилус                       |           |           |           | зелёная ✓ | Саша                                                                   |
| 1990 | Ха-Би-Ассы                     |           |           |           | зелёная ✓ | Суздальцев, командир взвода                                            |
| 1991 | Призрак                        |           |           |           | зелёная ✓ | Николай Гришаев                                                        |
| 1992 | Время вашей жизни              |           |           |           | зелёная ✓ | эпизод                                                                 |
| 1993 | Урод                           |           |           |           | зелёная ✓ | младенец «Урод»                                                        |
| 1995 | Suspens. Север-Юг              |           |           | зелёная ✓ | зелёная ✓ | снимался                                                               |
| 1998 | Тесты для настоящих мужчин     |           |           |           | зелёная ✓ | Никита, друг Алексея                                                   |
| 1999 | Максимилиан                    |           |           |           | зелёная ✓ | Кутергин                                                               |
| 2002 | Жизнь продолжается             |           |           |           | зелёная ✓ | Павел Калинин                                                          |
| 2004 | Слушатель                      |           |           |           | зелёная ✓ | Сергей Петров (Слушатель)                                              |
| 2005 | Запасной инстинкт              |           |           |           | зелёная ✓ | Фёдор                                                                  |
| 2008 | Дом Солнца                     |           |           |           | зелёная ✓ | Алексей Карелин                                                        |
| 2009 | Пятница. 12                    |           |           |           | зелёная ✓ | следователь                                                            |
| 2009 | Кровосмешение                  |           |           |           | зелёная ✓ | снимался                                                               |
| 2009 | Дом на Озёрной                 |           |           |           | зелёная ✓ | Вячеслав Тетерин                                                       |
| 2011 | Высоцкий. Спасибо, что живой   |           | зелёная ✓ | зелёная ✓ | зелёная ✓ | Владимир Высоцкий (озвучивание роли Сергея Безрукова)                  |
| 2013 | Третья мировая                 |           |           |           | зелёная ✓ | Сергей, отец Саши                                                      |
| 2014 | Спираль                        |           |           |           | зелёная ✓ | Леонид                                                                 |
| 2017 | Безопасность                   | зелёная ✓ |           |           | зелёная ✓ | Борис Дмитриевич Царёв, начальник ОСБ                                  |
| 2019 | Союз спасения                  |           | зелёная ✓ |           | зелёная ✓ | генерал-адъютант Иван Иванович Дибич (озвучивание роли Сергея Власова) |
| 2022 | Союз Спасения. Время гнева     | зелёная ✓ | зелёная ✓ |           | зелёная ✓ | генерал-адъютант Иван Иванович Дибич                                   |
| 2024 | Любовь Советского Союза        | зелёная ✓ |           |           |           |                                                                        |
| 2024 | История любви Советского Союза | зелёная ✓ |           |           |           |                                                                        |
| 2025 | Август                         | зелёная ✓ |           |           |           |                                                                        |

## В театре
Роли

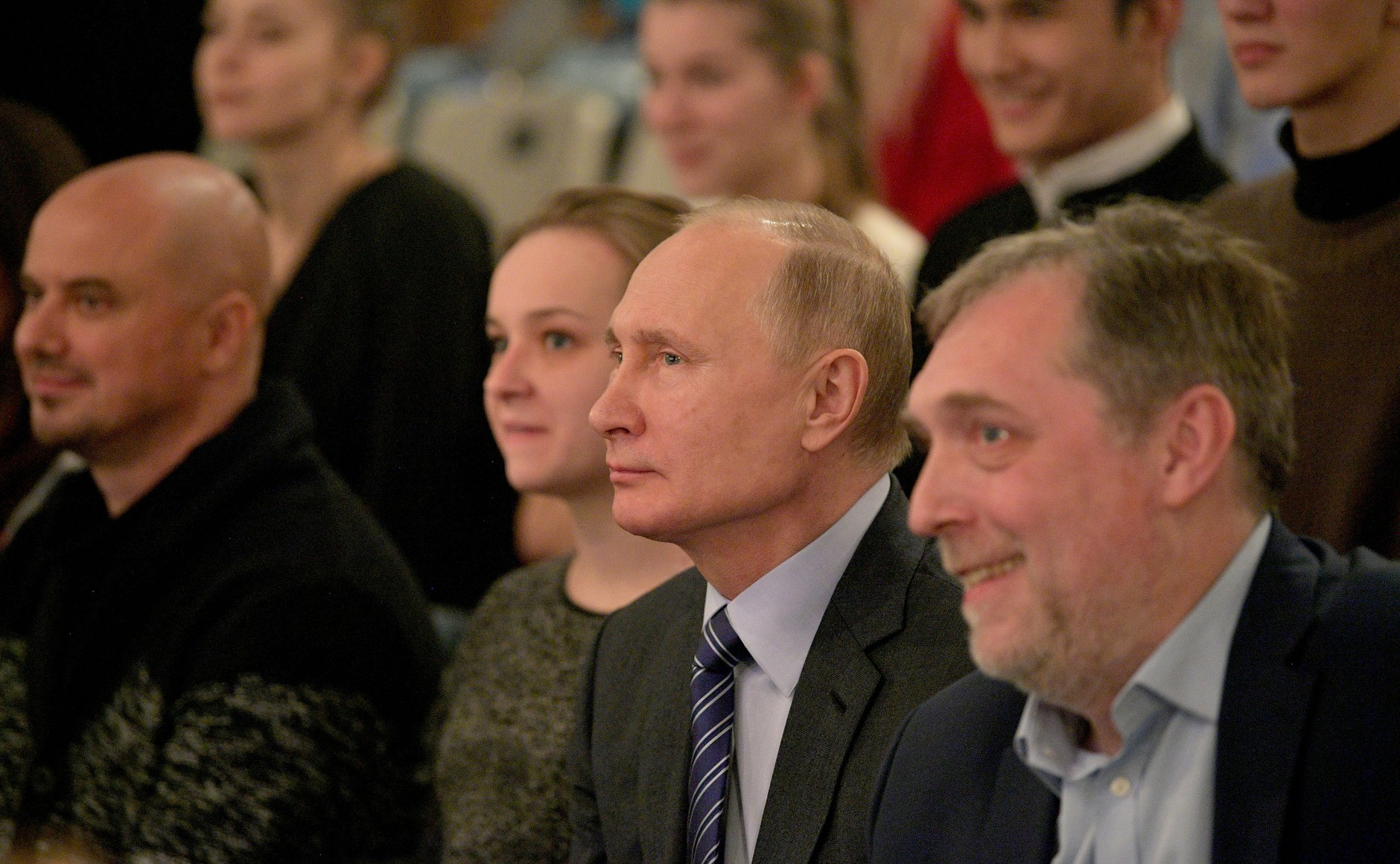
C Президентом России Владимиром Путиным
на репетиции спектакля «Здравствуйте, Владимир Высоцкий!», 24 января 2018 года

- «Седьмой подвиг Геракла» (Современник-2)
- «Тьма» (Современник-2)
- «Тень» (Современник-2)
- «Зависть» (Современник-2)
- «Владимир Высоцкий» (Театр на Таганке)
- «Урок жёнам» (МХАТ им А. П. Чехова)
- «Максимилиан столпник» (МХАТ имени А. П. Чехова)
- «Старый Новый Фауст» (Театр Луны)
- «Шарманка» (Современник)

Режиссёрские работы
- «Ещё раз о голом короле» (театр Современник)
- «Ромео и Джульетта» (Мастерская Н. Л. Скорика)
- «Вишнёвый сад» (Мастерская Н. Л. Скорика)
- «Мастер и Маргарита» (Мастерская Н. Л. Скорика)